# Euxoa theryi
Euxoa theryi là một loài bướm đêm trong họ Noctuidae.